# Whose Streets?
Pour plus de détails, voir Fiche technique et Distribution.
Whose Streets? est un film documentaire américain écrit et réalisé par Sabaah Folayan et sorti en 2017 au festival du film de Sundance.
Le film traite du meurtre commis par un policier le 9 août 2014 sur la personne de l'Afro-Américain Michael Brown à Ferguson, au Missouri, et du soulèvement qui s'est ensuivi.,  

## Fiche technique
- Titre : Whose Streets?
- Réalisation : Sabaah Folayan, Damon Davis
- Scénario : Sabaah Folayan
- Photographie : Lucas Alvarado-Farrar
- Montage : Christopher McNabb
- Musique : Samora Pinderhughes
- Pays d'origine : États-Unis
- Langue originale : anglais
- Format : couleur
- Genre : documentaire
- Durée : 103 minutes
- Date de sortie : 
  - États-Unis : 19 janvier 2017 (Festival du film de Sundance)